# Guyanas herrlandslag i volleyboll
Guyanas herrlandslag i volleyboll representerar Guyana i volleyboll på herrsidan. Laget har deltagit i sydamerikanska mästerskapet tre gånger.

### Fotnoter
1. 1 2 3  ”Sud. Mayores - Masculino” (på engelska). Confederación Sudamericana de Voleibol. http://www.voleysur.org/v2/resultados/rankingpiso.asp?c=MayoresMasculino. Läst 20 november 2023.
2. ↑  Senaste tillfället då någon kontrollerade att de inmatade tabelluppgifterna stämmer. Uppgifter kan ha matats in senare utan att kontrolleras av någon annan